# Shijiazhuang
Shijiazhuang (石家庄S, ShíjiāzhuāngP, lett. "Villaggio della famiglia Shí") è la capitale della provincia dell'Hebei in Cina. Si parla il dialetto di Shijiazhuang del mandarino.

## Storia
Shijiazhuang è una città dal 1939 e porta il nome attuale dal 1947, dopo essersi chiamata Shimen. Shijazhuang è diventata la capitale della provincia dell'Hebei negli anni settanta.

## Società

### Evoluzione demografica
La popolazione residente nella prefettura era stimata alla fine del 2005 a 9.273.000 abitanti, mentre quella della città di Shijiazhuang a 2.241.000 abitanti.

## Geografia antropica

### Suddivisioni amministrative
- Distretto di Chang'an
- Distretto di Qiaoxi
- Distretto di Xinhua
- Distretto di Yuhua
- Distretto di Luancheng
- Distretto di Gaocheng
- Distretto di Luquan
- Distretto di Jingxing Kuang
- Contea di Zhengding
- Xinji
- Jinzhou
- Xinle
- Contea di Jingxing
- Contea di Xingtang
- Contea di Lingshou
- Contea di Gaoyi
- Contea di Shenze
- Contea di Zanhuang
- Contea di Wuji
- Contea di Pingshan
- Contea di Yuanshi
- Contea di Zhao

## Amministrazione

### Gemellaggi
- Parma, dal 1987